# Slepice a kostelník
Slepice a kostelník je česká filmová komedie, kterou v roce 1950 natočili režiséři Oldřich Lipský a Jan Strejček s Jiřinou Štěpničkovou, Otomarem Korbelářem a Vlastou Burianem v hlavních rolích.

## Děj
Ve vesnici Lužánky na Moravském Slovácku žije „pokrokový“ rolník Tonek Pěknica (Otomar Korbelář) se „staromódní“ ženou Terezou (Jiřina Štěpničková). Tonek chce do jednotného zemědělského družstva (JZD), ale Tereza ne. Na vesnici také žije bohatý a chamtivý statkář Voznica (Vladimír Řepa), ten JZD nenávidí a nechce aby do něj rolníci vstupovali. Chce tomu zabránit, ale nechce si špinit ruce. A proto přemluví k záškodnickým akcím prostoduchého a chamtivého kostelníka Josefa Kodýtka (Vlasta Burian). Ten začne vyrábět protistátní letáky, k tomu zneužívá Tonkova syna Vincka (Eduard Muroň). Nakonec je vše odhaleno, Kodýtek uzná výhody družstva, uzná to i Tonkova žena Tereza. Pak už celá vesnice oslavuje dožínky…

## Obsazení
V hlavních rolích
| Jiřina Štěpničková  | Tereza Pěknicová                        |
| Otomar Korbelář     | rolník Tonek Pěknica, Terezin muž       |
| Vlasta Burian       | kostelník, švec a hodinář Josef Kodýtek |
| Josef Toman         | předseda družstva Řeřábek               |
| Bohumil Švarc       | traktorista Jaroš Řeřábek               |
| Stanislava Seimlová | Karolina, dcera Pěknicových             |
| Eduard Muroň        | Vincek, syn Pěknicových                 |
| Vladimír Řepa       | velkostatkář Voznica                    |
| Lubomír Lipský      | Šárl, Voznicův syn                      |
| Josef Kemr          | brigádník Smíšek                        |
| Josef Bek           | příslušník SNB                          |
| Bohumil Machník     | farář                                   |
| Jan Otakar Martin   | družstevník Zbořil                      |
| Eman Fiala          | družstevník Spáčil                      |
| Hynek Němec         | dělník Jagoš                            |

Dále hrají
| Ota Motyčka                 | družstevník        |
| K. Holas                    | Josífek Řeřábek    |
| Jaroslava Panenková         | krmička Anna       |
| Marie Waltrová              | Zbořilova žena     |
| Marie Ježková               | Kodýtkova žena     |
| Václav Švec                 | dělník             |
| Otto Čermák                 | družstevník Václav |
| Bohuš Hradil                | parťák Lojza       |
| R. A. Strejka               | brigádník          |
| Vladimír Salač              | brigádník          |
| Antonín Šůra                | svazák             |
| František Miroslav Doubrava | brigádník          |
| Jiřina Bílá                 | vesničanka         |
| Otakar Brousek st.          | hlas z rozhlasu    |
| Darja Hajská                | Pavlena            |
| Josef Hlinomaz              | Šárlův kamarád     |
| Miloš Willig                | Šárlův kamarád     |

Hrají, zpívají a tančí: Československý sbor národních písní a tanců, Lidoví tanečníci z Moravského Slovácka, zaměstnanci Československých státních statků v Uherském Brodě.

## Tvůrci a štáb
- Režie: Oldřich Lipský, Jan Strejček
- Námět: Jaroslav Zrotal (stejnojmenná divadelní hra)
- Scénář: Vladimír Bor, Jan Strejček, Jaroslav Zrotal
- Kamera a režijní spolupráce: Jan Roth
- Vedoucí výroby filmu: Ladislav Hanuš
- Vedoucí výrobního štábu: Josef Beran
- Hudba: Jan Kapr
- Nahrál: Filmový symfonický orchestr (řídil Otakar Pařík)
- Stavby: Miloš Třeška
- Zvuk: František Šindelář
- Střih: Jan Chaloupek
- Kostýmy: František Zapletal, Slávka Schejbalová
- Masky: Karel Marek, Růžena Rousová
- Výprava: Jan Janda
- Script: E. Tichá
- II. kameraman: Josef Pechar
- Asistenti scény: Erik Einhorn, František Matoušek
- Asistent výroby: Vratislav Innemann
- Národopisní poradci: Vladimír Klusák, Erno Košťál

## Produkční a technické údaje
- Pracovní název: Dožatá
- Premiéra: 6. duben 1951
- Výroba: Československý státní film
- Výrobní skupina: IV. tvůrčí kolektiv Miroslava Galušky
- Copyright: 1950
- Barva: černobílý
- Jazyk: čeština
- Formát zvuku: mono
- Délka: cca 88 minut
- Formát obrazu: 1:1,37
- Ateliéry: Barrandov, Hostivař
- Exteriéry: Moravské Slovácko, Uherský Brod